# SCS Software
SCS Software s.r.o. – czeska firma produkująca komputerowe gry symulacyjne. Została założona w Pradze w 1997 roku. Studio wykonało m.in. serię gier 18 Wheels of Steel. Do tworzenia gier SCS Software wykorzystuje najczęściej swój autorski silnik – Prism3D.

## Wyprodukowane gry
- Hard Truck: 18 Wheels of Steel (2002)
- 18 Wheels of Steel: Across America (2004)
- 18 Wheels of Steel: Pedal to the Metal (2004)
- 18 Wheels of Steel: Convoy (2005)
- 18 Wheels of Steel: Haulin (2006)
- 18 Wheels of Steel: Amerykańskie legendy szos (2007)
- Bus Driver (2007)
- Euro Truck Simulator (2008)
- 18 Wheels of Steel: Extreme Trucker (2009)
- UK Truck Simulator (2010)
- German Truck Simulator (2010)
- 18 Wheels of Steel: Extreme Trucker 2 (2011)
- Truck & Trailers (2011)
- Scania Truck Driving Simulator (2012)
- Euro Truck Simulator 2 (2012)
- American Truck Simulator (2016)[3]